# Andy Richter
Paul Andrew "Andy" Richter (Grand Rapids, 28 oktober 1966) is een Amerikaans acteur, schrijver, komiek en presentator.
Richter is vooral bekend met de rol als sidekick in Conan O'Briens  televisieprogramma's Late Night (1993-2000) en The Tonight Show (2009-2010) op NBC en Conan (2010-heden) op TBS. Aan deze talkshows schreef hij voor O'Brien ook het scenario mee. 
Na Late Night in 2000 nam hij meer tijd voor acteren in films en televisieseries, waaronder op FOX Andy Richter Control the Universe (2002-2004), Quintuplets (2004-2005) en op NBC Andy Baker, P.I. (2007). Hij is ook bekend als stemacteur in de films van Madagascar in de rol van Mort de muismaki en als acteur in Scary Movie 2 als Priester Harris en in Elf als Morris. Richter ontving zeven Emmy Award-nominaties, waarvan vijfmaal voor zijn rol in Late Night, eenmaal voor The Tonight Show en eenmaal voor Conan.
In 1994 is hij getrouwd met de actrice Sarah Thyre. Samen hebben ze twee kinderen.

## Filmografie

### Films
- 1994: Cabin Boy als Kenny
- 1996: Good Money als Happy
- 2000: Dr. T & the Women als Eli
- 2001: Dr. Dolittle 2 als Eugene Wilson
- 2001: Pootie Tang als platenbaas
- 2001: Scary Movie 2 als Priester Harris
- 2002: Run Ronnie Run als Network Executive #2
- 2002: Martin & Orloff als Maitre 'D
- 2002: Big Trouble als Jack Pendick / Ralphe Pendick
- 2002: Frank McKlusky, C.I. als Herb
- 2002: God Hates Cartoons als Drinky Crow
- 2003: The Cat Returns als Natoru (Engelse versie, stem)
- 2003: My Boss's Daughter als Red Taylor
- 2003: Elf als Morris
- 2004: New York Minute als Bennie Bang
- 2004: Seeing Other People als Carl
- 2005: Madagascar als Mort (stem)
- 2005: Lenny the Wonder Dog Lenny (stem)
- 2006: Talladega Nights: The Ballad of Ricky Bobby als Gregory
- 2007: Blades of Glory als Mountie
- 2008: Semi-Pro als Bobby Dee
- 2008: Madagascar: Escape 2 Africa als Mort (stem)
- 2009: Aliens in the Attic als Oom Nathan Pearson
- 2012: Madagascar 3: Europe's Most Wanted als Mort (stem)
- 2013: The Secret Life of Walter Mitty als zichzelf
- 2014: Jason Nash Is Married als Andy
- 2014: Penguins of Madagascar als Mort (stem)

### Televisie
- 1993-2000: Late Night with Conan O'Brien als co-presentator
- 2000: Strangers with Candy als NutraWhiz Clerk / Tweetzie Railroad Indian / The Career Wizard
- 2002-2004: Andy Richter Controls the Universe als Andy Richter
- 2004-2005: Crank Yankers als Lloyd
- 2004-2005: Quintuplets als Bob Chase
- 2005: Will & Grace als Dale
- 2006-2008: The New Adventures of Old Christine als Stan
- 2006-2013: Arrested Development als Rocky Richter / Andy Richter / Emmett Richter
- 2007: Andy Barker, P.I. als Andy Barker
- 2007: 30 Rock als Mitch Lemon
- 2007-2008: Monk als Hal Tucker
- 2008-2011: Robot Chicken als 4-LOM / Krayt Dragon / Stormtrooper / Andy Richter / Peter Parker / Spider-Man (stem)
- 2008: King of the Hill als Wesley Cherish (stem)
- 2008-2011: The Mighty B! als Benjamin Higgenbottom / Ben (stem)
- 2008-2015: The Penguins of Madagascar als Mort (stem)
- 2009: Chuck (televisieserie) als Brad White
- 2009: Bones als Henry Simon
- 2009: True Jackson, VP als Simon Christini
- 2009: Merry Madagascar als Mort (korte film, stem)
- 2009-2010: The Tonight Show with Conan O'Brien als co-presentator
- 2010-heden: Conan als co-presentator
- 2011-2015: China, Il als Agent Green (stem)
- 2013: Madly Madagascar als Mort (korte film, stem)
- 2014-heden: All Hail King Julien als Mort (stem)
- 2015: Bob's Burgers als Wayne